# Late (canción)
«Late» (Tarde en español) es un sencillo de la banda de 1980 Blue Angel para su álbum Blue Angel. Fue lanzado en Australia y Europa, y sólo pudo aparecer en los charts de Australia.
El sencillo junto con I Had a Love fueron los únicos sencillos de la banda en tener vídeo musical. Contaba con dos lados B Anna Blue y Just The Other Day.